# Almetyjevszk
Almetyjevszk (oroszul: Альметьевск, tatár nyelven: Әлмәт) város Oroszország európai részén, Tatárföldön, az Almetyjevszki járás székhelye. Jelentős kőolajipari központ.
Népessége: 146 393 fő (a 2010. évi népszámláláskor).

## Elhelyezkedése
Kazanytól 279 km-re délkeletre, a Bugulma-belebeji-hátságon, a Sztyepnoj Zaj (a Káma mellékfolyója) bal partján helyezkedik el. A legközelebbi vasútállomás a 18 km-re fekvő Minnyibajevo, (vagy a 13 km-re lévő Almetyjevszkaja) az észak–déli irányú Agriz–Akbas vasútvonalon.

## Története
A falut egy 1735 körül keletkezett irat említi először, mecsetjét 1877-ben építették. Almetyjevo falu 1953-ban kapott városi rangot, miután megkezdődött a környékén feltárt nagy kőolajlelőhely kitermelése. A délebbre található romaskinói olajlelőhely – amely Százhalombattára is szállít kőolajat – dolgozói részére épült fel Almetyjevszk mint bányászváros és a kőolajvidék központja lett. Itt létesült az 1960-as években megnyitott, Magyarországra is olajat szállító Barátság kőolajvezeték indulóállomása. 1973-ban üzembe helyezték a nyugat-szibériai olajmezőkről Tyumenyen és Ufán át Almetyjevszkig tartó kb. 2000 km-es távvezetéket.

## Gazdaság

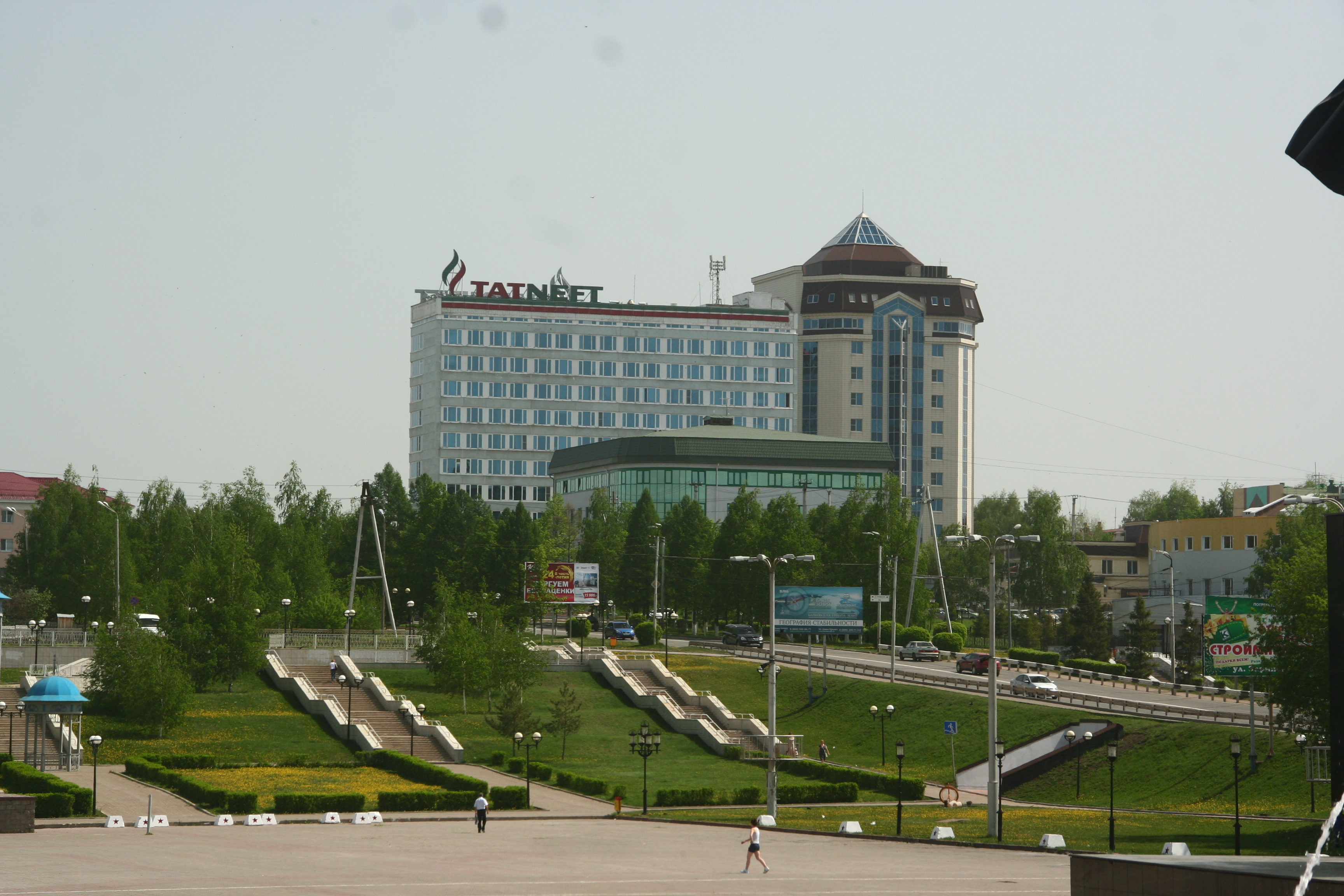
A Tatnyefty olajipari cég székháza a városban (2014)

Az ipar vezető ágazata napjainkig is az olajbányászat maradt. Itt épült fel a város gazdasági életét alapvetően meghatározó cég, a Tatnyefty kőolajipari társaság székháza.
A város csőgyárát 1966-ban alapították a gázipari kitermelés és szállítás céljaira. Napjainkban kis- és közepes átmérőjű acélcsöveket állít elő. A nagymúltú Nyeftyemas olajipari gépgyártó cég megszűnt.

## Felsőoktatás, kultúra
A  moszkvai Gubkin Kőolaj- és Gázipari Intézet (napjainkban már egyetem) levelező, majd 1959-ben esti tagozatot nyitott a városban. A fiókintézményből 1992-ben önálló főiskola lett, 2003-tól Almetyjevszki Állami Olaj(ipari) Főiskola (Альметьевский государственный нефтяной институт) néven működik.
A Kazanyi Nemzeti Műszaki Kutatóegyetemnek kirendeltsége működik a városban.  
A város központi kultúrházát 1973-ban kezdték építeni és 1981-ben nyitották meg. Megnyitásának 25. évfordulójára teljesen felújították, színháztermének berendezését, világítását újra cserélték.